# 자이브 레코드

자이브 레코드(영어: Jive Records 자이브 레코즈[*])는 뉴욕 시에 본사를 둔 음반사이다. 현재는 소니 뮤직 엔터테인먼트 산하의 한 회사로서 존재한다. 소니 뮤직 엔터테인먼트의 자회사인 좀바 레이블 그룹(ZLG)의 자회사이다.

## 회사의 역사
자이브 레코드는 1975년 영국 런던, 윌러스던 가(Willesden Street)에서 클라이브 콜더(Clive Calder)에 의해 창설되었다. 1981년에는 좀바 레코딩(Zomba Recording) 사의 한 지점 형식으로서 미국에 진출하였다. 자이브 레코드의 레이블 명의 "자이브"라는 단어는 타운십 자이브(Township Jive)이라는 남 아프리카 음악/무도 형식 이름에서 따왔다. 레이블 초창기에는 이 레이블 내에서 Whodini, Tight Fit, A Flock of Seagulls, 빌리 오션, 서맨사 폭스 같은 가수/그룹이 활동하였다.
미국 진출 이후 1987년까지, 미국 내 배급은 아리스타 레코드가 맡아서 했다. 베텔스만 뮤직 그룹(BMG)가 그 해 창설되자, 자이브 레코드에 대한 미국 내 배급은 RCA 레코드가 맡아서 하게 되었다. 1980년대 말엽, (당시 힙합 음악에 대해 탐탁하지 않게 여기고 있던) 당시 아리스타 사장 클라이브 데이비스의 영향력에서 벗어나자,자이브 레코드는 많은 힙합 음악 음반을 발매했다. 이들 중에는 Too Short나 Schoolly D 같은 뮤지션의 것들도 포함한다. 1990년대 초중반에 이르러, 자이브 레코드는 힙합 장르에 있어서는 으뜸가는 규모가 상당한 음반사로 성장하였다. 뮤지션들 중 Whodini, DJ Jazzy Jeff & The Fresh Prince, E-40, A Tribe Called Quest, KRS-One 등이 크게 성공하였다. 또한 R&B 가수인 알리야, 알 켈리 등이 크게 히트쳤다.
1990년대 중반-말엽에 이르러서, 자이브 레코드는 팝 가수/그룹인 백스트리트 보이즈, 엔싱크, 브리트니 스피어스와 계약을 맺었다. 힙합 음악에 무게 중심을 두고 있던 음반사로서는 대단한 모험이었지만 , 2000년대로 들어서자마자, 이들이 이 음반사 역사상 가장 크게 히트를 치는 가수/그룹이 되게 되었다.
RCA와 맺은 배급 계약은 1991년 종료되었다. 이 때쯤에 BMG가 자이브 레코드 주식을 대량 매수하였다. 또한 1991년 배리 웨이스가 자이브 레코드의 CEO 겸 회장이 되었다. 자이브는 이후로 2002년까지 독립적으로 경영되긴 하되, 발매 음반의 배급은 BMG가 하는 형태로 운영되었다. 2002년, 베텔스만 뮤직 그룹(BMG)이 좀바(Zomba)의 나머지 지분을 30억 미국 달러에 매수하였다. 이것은 음반업계 사상 최대의 독립 음반사 인수/합병으로 기록되었다. 좀바는 좀바 레이블 그룹(JLG)으로 이름을 바꾸었고, 자이브 레코드는 그 이름을 가지고, 그 자회사로서 계속 운영되었다.
2011년 RCA 레코드에 합병되었다.